# Sgt. Pepper's Lonely Hearts Club Band
Sgt. Pepper's Lonely Hearts Club Band este al optulea album de studio al trupei engleze de muzică rock The Beatles, lansat în iunie 1967. Înregistrat pe parcursul a 129 de zile începând cu decembrie 1966, Sgt. Pepper surprinde formația experimentând mai mult decât pe precedentul disc, Revolver. Făcând uz de orchestre, muzicieni angajați și tehnici de producție inovative, albumul cuprinde elemente din genuri muzicale ca music hall, jazz, rock and roll, muzică clasică și muzică indiană tradițională. Versurile albumului se referă la teme precum copilăria, înaintarea în vârstă, rutina de zi cu zi și viața britanicilor de după război. Sgt. Pepper este în mare parte un album conceptual în care The Beatles este grupul fictiv din titlul materialului. Coperta albumului, în care trupa este așezată în fața unui grup de celebrități, a fost foarte lăudată și ulterior imitată.
Sgt. Pepper's Lonely Hearts Club Band a fost un succes critic și comercial în toată lumea, stând pentru un total de 27 de săptămâni pe primul loc al UK Albums Chart și pentru 15 săptămâni în topul american Billboard 200. Un album definitoriu pentru rockul psihedelic, aflat atunci în plină dezvoltare, Sgt. Pepper a fost foarte bine primit de critici câștigând patru premii Grammy în 1968. Recunoscut adesea de către critici și publicațiile de specialitate ca unul dintre cele mai influente albume din istoria muzicii rock, Sgt. Pepper este clasat frecvent pe sau aproape de primul loc în listele celor mai bune albume ale tuturor timpurilor. În 2003, albumul a fost clasat pe primul loc în "Lista celor mai bune 500 de albume ale tuturor timpurilor stabilită de revista Rolling Stone". Sgt. Pepper's Lonely Hearts Club Band este unul din cele mai bine vândute albume ale tuturor timpurilor cu 32 de milioane de copii vândute.

## Tracklist
1. "Sgt. Pepper's Lonely Hearts Club Band" (2:00)
2. "With a Little Help from My Friends" (2:43)
3. "Lucy in the Sky with Diamonds" (3:26)
4. "Getting Better" (2:47)
5. "Fixing a Hole" (2:35)
6. "She's Leaving Home" (3:33)
7. "Being for the Benefit of Mr. Kite!" (2:35)
8. "Within You Without You" (George Harrison) (5:05)
9. "When I'm Sixty-Four" (2:37)
10. "Lovely Rita" (2:41)
11. "Good Morning Good Morning" (2:42)
12. "Sgt. Pepper's Lonely Hearts Club Band (Reprise)" (1:19)
13. "A Day in the Life" (5:04)

- Toate cântecele au fost scrise și compuse de Lennon/McCartney cu excepția celor notate.

## Single-uri
- "Sgt. Ppper's Lonely Hearts Club Band" (1978)
- "With a Little Help from My Friends" (1978)
- "A Day in the Life" (1978)

## Componență
- John Lennon - voce principală și de fundal; chitară solo, ritmică și acustică; orgă Hammond și pian; chitară bas; muzicuță, efecte sonore și kazoo; tamburină și maracas
- Paul McCartney - voce principală și de fundal; chitară electrică și acustică; chitară bas; pian și orgă Hammond; vocalizări, efecte sonore și kazoo
- George Harrison - chitară solo, ritmică, acustică și bas; voce principală și de fundal; muzicuță și kazoo; maracas
- Ringo Starr - tobe, tobe conga, tamburină, maracas, clopote tubulare; voce principală; muzicuță și kazoo.